# Playstation All-Stars Battle Royale
Playstation All-Stars Battle Royale är ett fightingspel utvecklat av Superbot Entertainment ihop med SCE Santa Monica Studio och utgivet av Sony Computer Entertainment i november 2012 till Playstation 3 och Playstation Vita. Spelet tillkännagavs i april 2012 på en episod av GameTrailers TV with Geoff Keighley.
Utvecklingen av spelet började år 2009 med ett arbetslag som inkluderade medlemmar från flera Sony-utvecklare och tidigare tredjepartsutvecklare. Omar Kendall, tidigare en designer på UFC-serien, Backyard Wrestling-serien och X-Men: Next Dimension, tog på sig rollen som chef för Playstation All-Stars efter att ha tagit anställning hos Superbot Entertainment. Spelet utvecklades under tre år och försenades från sitt ursprungliga release i oktober 2012.

## Figurer
| Figur                | Spelserie          | Spelserie |
| -------------------- | ------------------ | --------- |
| Big Daddy            | Bioshock           |           |
| Cole MacGrath        | Infamous           |           |
| Colonel Radec        | Killzone           |           |
| Dante                | Devil May Cry      |           |
| Emmett Gravesa       | Starhawk           |           |
| Evil Cole MacGrath   | Infamous           |           |
| Fat Princess         | Fat Princess       |           |
| Heihachi Mishima     | Tekken             |           |
| Isaac Clarkea        | Dead Space         |           |
| Jak & Daxter         | Jak and Daxter     |           |
| Kata                 | Gravity Rush       |           |
| Kratos               | God of War         |           |
| Nariko               | Heavenly Sword     |           |
| Nathan Drake         | Uncharted          |           |
| Parappa              | Parappa the Rapper |           |
| Raiden               | Metal Gear         |           |
| Ratchet & Clank      | Ratchet & Clank    |           |
| Sackboy              | Little Big Planet  |           |
| Sir Daniel Fortesque | Medievil           |           |
| Sly Cooper           | Sly Cooper         |           |
| Spike                | Ape Escape         |           |
| Sweet Tooth          | Twisted Metal      |           |
| Toro Inoue           | Doku Demo Issyo    |           |
| Zeusa                | God of War         |           |

Noter
^a  Nedladdningsbara via Playstation Store